# 파올로 비르지
파올로 비르지(Paolo Virzì, 1964년 5월 4일 ~ )는 이탈리아의 영화 감독, 작가, 편집자, 프로듀서이다.

## 출연 작품
- 노티 마지크 (2018)
- 레저 시커 (2017)
- 라이크 크레이지 (2016)
- 휴먼 캐피탈 (2013)
- 사랑은 당신 (2012)
- 더 퍼스트 뷰티풀 씽 (2010)
- 왓 두 유 노우 어바웃 미 (2009)
- 어 홀 라이프 어헤드 (2008)
- 나폴레옹의 연인 (2006)
- 마이 네임 이즈 타니노 (2002)
- 오보소도 (1997)
- 숏 컷(영어판) (1989)